# Saint-Laurent-Médoc
Saint-Laurent-Médoc är en kommun i departementet Gironde i regionen Nouvelle-Aquitaine i sydvästra Frankrike. Kommunen ligger i kantonen Saint-Laurent-Médoc som tillhör arrondissementet Lesparre-Médoc. År 2022 hade Saint-Laurent-Médoc 4 950 invånare.

## Befolkningsutveckling
Antalet invånare i kommunen Saint-Laurent-Médoc
Referens:INSEE